# Memecylon salicifolium
Memecylon salicifolium är en tvåhjärtbladig växtart som beskrevs av Jacq.-fel.. Memecylon salicifolium ingår i släktet Memecylon och familjen Melastomataceae. Inga underarter finns listade i Catalogue of Life.